# Andrea Johlige

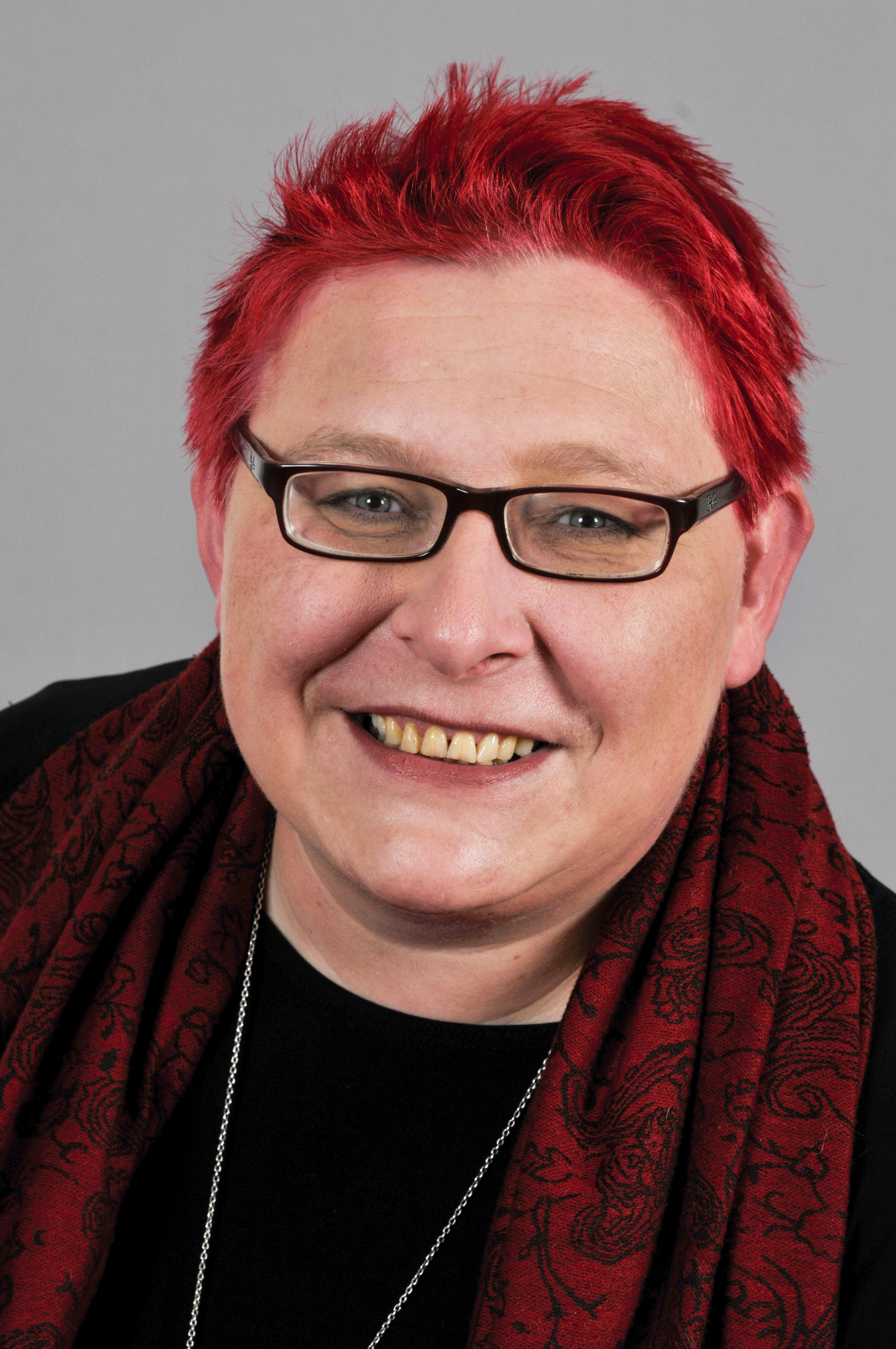
Andrea Johlige (2016)

Andrea Johlige (* 28. Mai 1977 in Dessau, DDR) ist eine deutsche Politikerin (Die Linke). Sie war von 2014 bis 2024 Abgeordnete im Landtag Brandenburg.

## Leben
Andrea Johlige wuchs in Dessau auf und absolvierte eine Ausbildung als Mediengestalterin für Digital- und Printmedien sowie eine Fortbildung zur Medienfachwirtin. Sie ist geschieden, hat einen Sohn und lebt seit 2013 in Elstal.
2016 und 2018 besuchte sie das Sperrgebiet um Tschernobyl und berichtete darüber in einer Fotoreportage.

## Politik
Johlige wurde 1995 Mitglied der PDS, war von 1995 bis 2003 Mitglied im Landesvorstand der PDS Sachsen-Anhalt, ab 1999 als stellvertretende Landesvorsitzende. Sie war von 2010 bis 2016 Mitglied des Landesvorstandes der Partei DIE LINKE und von 2012 bis 2016 deren Landesgeschäftsführerin in Brandenburg.
Bei der Landtagswahl in Brandenburg 2014 errang Johlige erstmals ein Mandat über die Landesliste ihrer Partei. In der Landtagsfraktion war sie Sprecherin für Migrations- und Integrationspolitik, für antifaschistische Politik und für Kommunalpolitik. Bei der Landtagswahl in Brandenburg 2019 verteidigte sie ihr Mandat. Von 2021 bis 2024 war sie stellvertretende Vorsitzende der Landtagsfraktion. Bei der Landtagswahl 2024 zog Die Linke nicht mehr in den Landtag ein; Johlige schied somit aus dem Landtag aus.
Seit 2008 war sie Kreistagsabgeordnete im Kreistag des Landkreises Havelland und dort von 2014 bis 2021 Fraktionsvorsitzende.
Johlige ist Mitglied der Deutsch-Israelischen Gesellschaft.